# Arraial Velho do Bom Jesus
O chamado Arraial Velho do Bom Jesus localizava-se à margem do rio Capibaribe, numa propriedade particular, provavelmente um engenho, cerca de seis quilômetros a Oeste do centro histórico de Olinda e Recife, na antiga capitania de Pernambuco, no Estado do Brasil.
SOUZA (1885) menciona ter existido anteriormente, nesse lugar, o Forte do Quebra-Pratos (op. cit., p. 86).

## História
Também conhecido como Bom Jesus do Arraial ou Forte Real do Bom Jesus, no contexto da segunda das Invasões holandesas do Brasil (1630-1654), constitui-se no acampamento entrincheirado de onde o Superintendente da Guerra da Capitania de Pernambuco, Matias de Albuquerque (c. 1590-1647), organizou a resistência ao invasor holandês, a partir de 1630.
Nessa qualidade, coordenava a linha de cerco portuguesa e espanhola em torno de Olinda e seu porto, Recife, com o objetivo de confinar o invasor ao litoral, dificultando-lhe o abastecimento e o acesso aos engenhos de açúcar do interior.
O seu estabelecimento assim foi descrito à época (1648):
"Foi neste tempo que o General Matias de Albuquerque ajuntando gente, e por conselho de homens práticos na guerra, fez uma fortaleza quase inexpugnável uma légua em distância do arrecife, e outra da vila, pouco mais ou menos, para fazer ao inimigo todo o mal que pudesse, e impedir-lhe a que não saísse por a terra dentro a destruir fazendas, e matar moradores; acabou-se a fortaleza com brevidade, e forneceu-se com artilharia, e formou-se ali arraial em forma: logo lhe acudiram de toda a Capitania muitos, e valorosos mancebos que divididos em estâncias, entre o arraial, vila, e arrecife, tinham tão encurralado o Holandês, que não era senhor nem de sair a buscar água para beber, nem faxina para suas fortificações, porque em saindo de suas trincheiras, logo davam sobre elas, e os matavam, e nem senhores eram de sair da vila para o arrecife, nem do arrecife para a vila, senão em grandes tropas, porque os nossos se deitavam a nado, e se era ocasião de maré vazia, passavam o rio: e postos em emboscadascada dia lhe faziam tanto dano, que andavam assombrados (...)." (CALADO, Manuel. O Valeroso Lucideno, p. 52)
Até 1635 resistiu a diversos ataques neerlandeses, inclusive àquele integrado por Domingos Fernandes Calabar (1609-1635). Naquele ano, a sua conquista, pelo coronel Crestofle d'Artischau Arciszewski, demorou quase três meses. Para isso, a primeira medida deste militar foi garantir o isolamento da praça e a segurança de sua própria linha de comunicação. Em seguida, ocupou um outeiro de onde planejou bombardear o Arraial. Para se defender das frequentes sortidas dos sitiados, fez erguer fortins e trincheiras. Reduzida pela fome, a guarnição do Arraial rendeu-se a 8 de junho de 1635 (6 de junho, cf. BARRETTO, 1958:149). Além dos escravos e civis, entregaram-se 547 combatentes, dentre os quais Henrique Dias.
Após a conquista, os seus muros foram demolidos pelo assaltantes e, com o entulho, aterrou-se o fosso.
A sua queda foi seguida pela perda do Forte do Pontal de Nazaré no cabo de Santo Agostinho (2 de julho de 1635). Esses foram os últimos focos da resistência portuguesa na capitania de Pernambuco, cuja queda abriu, às forças neerlandesas, o controle da chamada Zona da Mata Nordestina e seus engenhos. Matias de Albuquerque, com os destroços de suas forças e seguido por milhares de civis (cerca de 7.000), empreendeu uma retirada para o sul, rumo à capitania da Bahia. Em seu caminho recapturou Porto Calvo e fez enforcar Domingos Fernandes Calabar.
Em 1859, quando da visita de Pedro II do Brasil (1840-1889) à Província de Pernambuco, o imperador buscou localizar as ruínas do antigo forte, sem sucesso, concluindo não existirem vestígios do mesmo.
Ao final do século XX, foi conduzida pesquisa arqueológica pelo Laboratório de Arqueologia da Universidade Federal de Pernambuco, revelando parte do fosso, a base das muralhas e do terrapleno, bem como grande quantidade de munição e objetos de uso pessoal dos combatentes. O sítio localiza-se na Estrada do Arraial, no bairro da Casa Amarela, no Recife.

## Características
Possivelmente com planta de Cristóvão Álvares, fontes da época indicam que se tratava de obra arquitetônicamente rústica, de extraordinária solidez, com perímetro irregular, dotada de fossos com a profundidade de uma lança e meia, e paredes tão verticais que qualquer invasor que neles caísse não poderia escapar. Pelo meio do fosso, um passadiço de terra apiloada, dividia-o em dois. O perímetro amuralhado contava com muralhas de uma lança e meia de altura, também verticais, para dificultar o seu assalto.